# Piergiorgio Colautti
Piergiorgio Colautti (nascido a 16 de Outubro de 1934, em Roma, Itália) é um pintor e escultor Italiano, que vive e trabalha em Roma. Ele é reconhecido pelo seu próprio estilo distinto, por vezes chamado de “Hiperfuturismo”, no qual elementos figurativos ficam enredados e imersos em simbolismo que reflete um mundo tecnológico mais frio e moderno.

## Vida e Profissão
Piergiorgio (Pio Giorgio) Colautti nasceu numa família de escultores. Quando a Segunda Guerra Mundial teve início, ele foi para Vêneto onde se inscreveu na escola de Artes, trabalhando e socializando com os melhores pintores de Veneza. As suas obras foram introduzidas inicialmente ao público em exposições em Pordenone, Veneza e Mestre (Itália). Depois, participou em exposições de Ancona e Macerata, para onde foi viver em 1955. Em 1958, Colautti voltou a Roma, onde ele entrou na Escola de Arte Ornamental de Roma em Via San Giacomo. Na mesma altura, com outros artistas, Colautti apresentou as suas obras na exposição de Via Margutta.
Em Roma, o seu talento foi reconhecido por Alberto Ziveri, que foi seu mentor e Mestre (Itália) durante 5 anos. Foi Ziveri que empurrou Piergiorgio em direção à ideia de exposição pessoal. A sua primeira exposição pessoal foi tida em 1958 na galeria de arte de “La Scaletta”, onde as maiores celebridades da “Escola Romana” fizeram a sua estreia na “sociedade”. Colautti tinha exposições em França, E.U.A., Itália, Canadá, Alemanha, Grã-Bretanha, etc.
Para além das pinturas, Colautti pratica frescos, pinturas na parede, litografia e escultura. Além disso, sendo inspirado pelas obras do seu famoso avô, Arturo Colautti, Piergiorgio segui o caminho jornalístico. Os seus artigos sobre os rigores da vida de um artista profissional foram e ainda estão a ser publicados por “Inciucio”, uma versão Italiana de baixo custo da People Magazine. Além do mais, em 1982, a sua poesia foi publicada na coleção de poemas intitulada “L’atra alternativa”.
As suas obras podem ser encontradas em muitas coleções públicas e privadas em Itália e no estrangeiro.

## Exposições

### Exposições Individuais
- 1962: Galleria di San Luca - Roma
- 1963: Galleria comunale d'arte moderna e contemporanea - Roma
- 1964: Galleria Porfiri - Roma
- 1965, 1967, 1972: Galleria Secolo XIX - Roma
- 1966: Galleria La Scaletta - Roma
- 1968, 1971: Galleria Il Pozzo - Città di Castello
- 1969: Galleria Tritone al Nazareno - Roma
- 1970: Circolo di Cultura Popolare Monte Sacro - Roma
- 1971: Art Gallery "Ponte Sisto" - Roma
- 1973: Galleria d'arte "Il Trifalco" - Roma
- 1976: Expo Nova Iorque - Nova Iorque
- 1976, 1978: "Circolo Cittadino" - Alba Adriatica
- 1978: "Expo Arte Bari" - Bari
- 1978: Palazzo Comunale San Remo - Sanremo
- 1979: Galleria "Magazzeni" - Giulianova
- 1980: Fiera del Turismo di Stoccarda - Stuttgart em Alemanha
- 1980, 1982: Galleria "Lo Scanno" - Áquila
- 1981: Galleria d'Arte Contemporanea "Studio C" - Roma
- 1983, 1984: Galleria "La Banana" - Martinsicuro
- 1983: Galleria Palazzo Comunale Tortoreto - Tortoreto
- 1985: Galleria "Ghelfi" - Verona
- 1985: Galleria Sistina - Roma
- 1986: Galleria D'Urso - Roma
- 1987: Galleria Comunale Palazzo Esposizioni - Roma
- 1988: Personale Fiera di Roma - Roma
- 1988: Galleria Palazzo Valentini - Roma
- 1989: Castello Cinquecentesco - Áquila
- 1990: Galleria d'Arte 28 - Roma
- 1991: Galleria Palazzo Camerale Allumiere - Allumiere na Roma (província)
- 1992: Associazione Friuli nel Mondo - Roma
- 1994: Galleria Palazzo Camerale Allumiere - Allumiere na Roma (província)
- 1995: Scuola Comunale Allumiere - Allumiere na Roma (província)
- 1995: Palazzo del Turismo Terminillo - Rieti
- 1996: Palazzo Comunale Tortoreto Lido - Tortoreto

### Exposições Coletivas
- 1963: Galleria Sistina - Roma
- 1964: Mostra Nazionale d'Incisione - Cagliari
- 1964: Mostra Mercato Nazionale d'Arte Contemporanea - Roma
- 1964, 1965: Mostra Concorso Arti Figurative - Roma
- 1965: Exposição de Fiesole - Fiesole
- 1965: Exposição de Puccini - Ancona
- 1965: Exposição de Prato - Prato
- 1966: Exposição de Pittori Romani - Arezzo
- 1966: Galleria D'Urso - Roma
- 1967: Exposição de ACLI, Galleria Comunale - Roma
- 1967: Galleria Laurina - Roma
- 1967-1972: Permanente Galleria Scaligera - Montecatini Terme
- 1967-1972: Exposição em Città di Castello
- 1969: Exposição em Salsomaggiore Terme
- 1969: Exposição de Italian painters - Canada
- 1969: Exposição de Italian Landscape - Nova Iorque
- 1969: Collective Contemporary Painters - Avignon, Paris, Marseille
- 1969: Biennale d'Arte Contemporanea - Monterotondo
- 1971: Exposição de Mario Sironi - Naples
- 1971: Collective Contemporary Painters - Fiera Milão - Milão
- 1971: National Exposição em Prato
- 1971: National Exposição em Cavazzo - Modena
- 1972: Exposição "Natale oggi" - Roma
- 1972: Esposizione Internazionale Canina - Sanremo
- 1972: Mostra firme celebri - Alassio
- 1972: Art Gallery "Ponte Sisto" - Roma
- 1972: Exposição em Cortina d'Ampezzo
- 1972: Exposição de Rotavact Club - Lucca
- 1972: Exposição de Grafica - Arezzo
- 1972: Exposição em Santa Margherita Ligure
- 1977: "Omaggio a San Francesco nel 750 anniversario della morte" - Assisi
- 1977, 1978: "Festival nazionale d'Arte Grafica" - Salerno
- 1978: Premio "Siena" - Siena
- 1978: VI Biennale d'Arte Palazzo Reale - Milão
- 1979: Mostra "Lazio 79" - Roma
- 1979: Mostra "Premio Spoleto" - Spoleto
- 1979: Mostra "Premio Norcia" - Norcia
- 1979: Premio "Unicef" - Galleria "Capricorno" - Roma
- 1979: "La donna nell'Arte" - Galleria "Capricorno" - Roma
- 1979: "Arte Giovane, Resistenza, Attualità" - Domodossola
- 1980: "Arte e Ferrovia" - Bologna
- 1981, 1989, 1992: "Premio Salvi" - piccola Europa - Sassoferrato (AN)
- 1982: "Expo di Bari" - Bari
- 1982, 1985: "Expo Tevere" - Roma
- 1984: "Expo Arte" - Bari, Basel e em Nova Iorque
- 1983: "III Biennale d'Arte" - La Spezia
- 1984: "VI Biennale d Arte Palazzo Reale" - Milão
- 1985: "VII Biennale d'Arte" - Gabrovo, Bulgaria
- 1985: Premio Santià - Santhià
- 1985: Arte e Satira Politica - Gabrovo, Bulgaria
- 1986: Arte e Umorismo nell'Arte - Tolentino
- 1987: "V Biennale d'Arte" - La Spezia
- 1988: Mostra Nazionale D'Arte Santià - Santhià
- 1990: Festival della Satira Politica - Gabrovo, Bulgaria
- 1991: XV Biennale Internazionale dell'Umorismo nell'Arte Tolentino - Tolentino
- 1992: Triennale Internazionale Scultura Osaka - Osaka, Japan
- 1993: Triennale Internazionale Pittura Osaka - Osaka, Japan
- 1994: Galleria "Magazzeni" - Giulianova
- 1995: Galleria d'Arte Contemporanea "Studio C" - Roma
- Quadriennale d'Arte di Roma - Roma
- Mostra Nazionale Cavasso - Modena
- Mostra (Asta) Finarte - Milão

## Obra de Arte em Museus

### No Itália
- Omaggio a San Francesco nel 350 della pinacoteca di Assisi
- Museum Ebraico di Arte Contemporanea - Roma
- Museum Agostinelli - Acilia (Roma)
- Museum Madonna del Divino Amore (Roma)
- Pinacoteca dell'Antoniano - Bologna
- Alassio - Muretto degli artisti
- Pinacoteca Comune di Albano di Lucania - Potenza
- Museum della Resistenza di Domodossola - Novara
- Museum della Pinacoteca Comunale - Roseto degli Abruzzi (Teramo)
- Museum della Pinacoteca Comunale di Giulianova - Teramo
- Pinacoteca del Comune di Tortoreto - Teramo
- Pinacoteca del Comune de L'Aquila
- Pinacoteca del Comune di Tolentino - Macerata
- Pinacoteca del Comune di Rieti
- Pinacoteca di Arte contemporanea di Povoleto (Udine)

### No Exterior
- Casa do Humor e da Sátira em Gabrovo - Bulgaria
- Bertrand Russell Foundation Art Gallery - Cambridge University (Grã-Bretanha)
- Folk Traditions Museum of Bucovina - Roménia
- Staatsgalerie Stuttgart - Alemanha

## Prêmios selecionados
- 1963: Premio Targa D'Argento come fondatore del gruppo Gli Ellittici
- 1968: Award, Montecatini Terme
- 1969: Award and Gold Medal, Salsomaggiore Terme
- 1970: Mostra Collettiva, Parco dei Principi - Roma
- 1970: Gold Medal, Fiano Romano
- 1972: Silver Medal, P. Schweitzer - Modena
- 1973: Gold Medal, Comune di Cortina d'Ampezzo - Cortina d'Ampezzo
- 2012: Premio Van Gogh, Accademia Delle Avanguardie Artistiche - Palermo

## Cotações e comentários de críticos
- Gaetano Maria Bonifati [5][6][7]
- Maurizio Calvesi [8]
- Virgilio Guzzi [8][9]
- Stanislao Nievo [10][11]
- Mario Penelope [9][11][12]
- Guido Della Martora [5][12][13]
- Mario Monteverdi [5][11][12][13]
- Ugo Moretti [5][11][12][13]
- Gianni Gaspari (TG2) [9][13]
- Duilio Morosini [7][8]
- Sergio Massimo Greci [3][14]
- Mario Forti (GR3) [9]
- Anna Iozzino [15]
- C. Norelli [5][12][13]
- Augusto Giordano [9][13]
- De Roberti [5][12][13]
- Vittorio Adorno [9]
- Francesco Boneschi [9]
- Federico Menna [9][12]
- S. Di Dionisio [9]
- P.A. De Martino [9]
- Giulio Salierno [9][11]
- Elio Mercuri [8]
- Dario Micacchi[8]